# Parhydraena toro
Parhydraena toro är en skalbaggsart som beskrevs av Perkins 2009. Parhydraena toro ingår i släktet Parhydraena och familjen vattenbrynsbaggar. Inga underarter finns listade i Catalogue of Life.